# Pensamento mágico

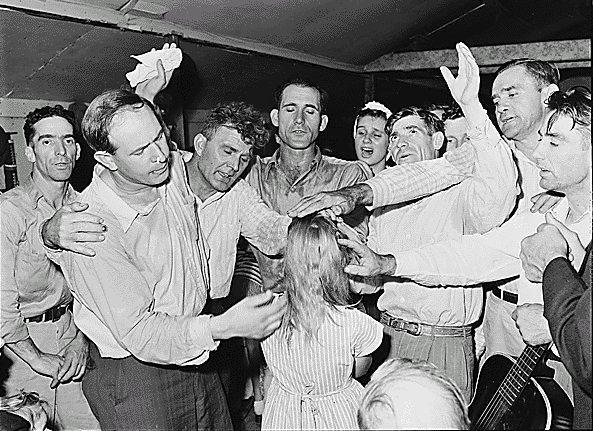
Cerimônia de cura "imposição de mãos" na Igreja Pentecostal de Deus em Lejunior, Condado de Harlan, Kentucky, em 1946

Em antropologia, psicologia e ciência cognitiva, pensamento mágico é o termo usado para descrever um raciocínio causal que procura correlações entre ações ou elocuções e determinados eventos.
No caso da religião, das crenças populares e da superstição, a correlação proposta é entre a observância a certos rituais e a obtenção de alguma recompensa. Esses rituais incluem, por exemplo, oração, sacrifício, observância a tabus e a repetição ou tergiversação voluntárias de comportamentos considerados auspiciosos ou agourentos.
Em psicologia clínica, o pensamento mágico é uma condição que faz com que o paciente experimente medo irracional de realizar certos atos ou ter certos pensamentos, porque ele assume uma relação entre suas ações e calamidades ameaçadoras.
O pensamento mágico inclui todos os sistemas de magia, pois inclui a ideia de causalidade mental, ou seja, a possibilidade da mente ter um efeito direto sobre o mundo físico.
Na psicologia junguiana, o pensamento mágico é descrito em termos de sincronicidade, uma abordagem que não foca na causalidade, mas no significado da co-ocorrência de certos eventos.

## Estudo Científico do Pensamento Mágico
Segundo Lévy-Bruhl, o pensamento mágico seria uma relíquia de mentalidade primitiva, no sentido etnológico. Pensamento mágico e mentalidade primitiva subsistiriam sob uma forma latente dentro do subconsciente de cada um.
A psicologia sugere que o pensamento mágico constitui uma tentativa de racionalizar o desconhecido, estabelecendo uma ligação de causalidade entre dois eventos independentes e na sensação de controle e segurança que a crença de que o poder do pensamento pode interferir no mundo exterior..
Segundo o psiquiatra Derek Bolton, o pensamento mágico é "A expressão de fenômenos reais por causas irreais" ».

## Pensamento Associativo
Teóricos da Era Vitoriana identificaram o "pensamento associativo", uma noção de causalidade compartilhada por praticantes de magia como uma forma de irracionalidade. Assim como em todas as formas de pensamento mágico, noções de causalidade baseadas em associação e em similaridade não precisa necessariamente envolver supostas práticas de magia por parte de magos. Por exemplo, a teoria das assinaturas sustenta que a similaridade entre partes de plantas e partes do corpo indica sua eficácia no tratamento de doenças nessas partes. Esse pensamento baseado em associações é um exemplo da aplicação geral da heurística representativa pelo ser humano.
Edward Burnett Tylor cunhou o termo "pensamento associativo" caracterizando-o como pré lógico no sentido que confunde a conexão ideal entre eventos e a sua conexão real. O mago acredita que itens ligados tematicamente podem influenciar um ao outro por virtude de sua similaridade. Por exemplo, no relato de E. E. Evans-Pritchard entre o povo azande da República Democrática do Congo, se esfrega dentes de crocodilo em bananeiras para fazê-las frutificarem porque o dente do crocodilo é curvo tal como as bananas e porque ele cresce novamente após cair da boca do réptil. Os Azande observam esta similaridade e pretendem impingir esta capacidade de regeneração às bananas. Para eles, a fricção entre o dente e a planta constitui um mecanismo de transferência.